# Лабайя

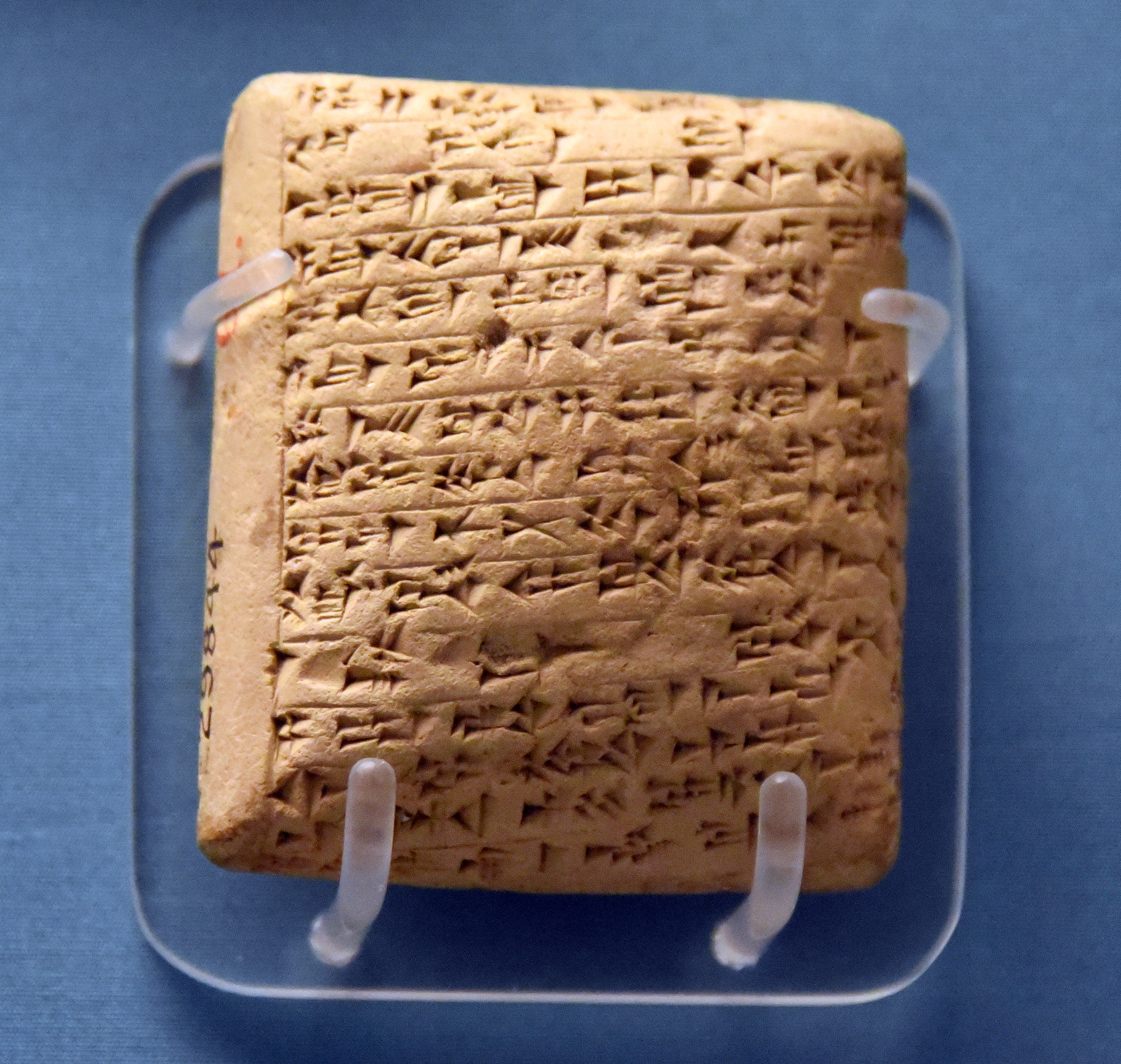
Лист Лабайї фараонові Аменхотепу III

Лабайя (Ліб'аю) (2-а пол. XIV ст. до н. е.) — цар Шхему. Боровся за панування в Ханаані. Низка сучасних дослідникі вототожнюють його з шофеном Авімеліхом або царем Саулом.

## Життєпис
Основні відомості про нього знайдено в листах з амарнського архіву. В цей час відбувається поступове ослаблення єгипетської влади в Передній Азії. На півночі Ханаану утворилася держава Амурру на чолі із Азіру. Ханаанські царі міст-=держав почали війни між собою.
За цих обставин Лабайя уклав союз з Амурру, найняв на службу племена хабіру, надавши їм частину своїх земель. За цим став здійснювати походи проти міст-держав Євус, Мегіддо, Газру що почали скаржитися фараонам. Водночас уклав союзи з правителями міст Ашкалун і Лахіш. В свою чергу намагався приховати свої загарбницькі наміри, у листах до фараонів виправдовувався самозахистом від сусідів.
З подальшим послабленням військової потуги Єгипту здійснив спроби захопити Євус і Мегіддо, які почергово тримав у тривалих облогах, але не зміг домогтися бажаного. Разом з тим став фактичним паном південного Ханаану.
За наказом Аменхотепа III або Ехнатона хананейські царі виступили проти Лабайї. Бірідія, цар Мегіддо, повідомляв фараонові, що Зурата, цар Акко, захопив Лабайю, але отримавши хабар від останнього, відпустив того. Втім зрештою Лабайя зазнав поразки або був підступно вбити в місті Ґіна. Його сини розділили володіння. Найбільші землі дісталися Мутбаалу, що переніс столицю до Пахілу.